# استیون هانتر
استیون هانتر (انگلیسی: Stephen Hunter؛ زادهٔ ۲۵ مارس ۱۹۴۶) رمان‌نویس، مقاله‌نویس و منتقد فیلم اهل ایالات متحده آمریکا است.
وی همچنین برنده جوایزی همچون جایزه پولیتزر شده است.